# Ligne de Colmar-Sud à Bollwiller
La ligne de Colmar-Sud à Bollwiller, via Ensisheim, est une ligne de chemin de fer française du Haut-Rhin. Elle reliait les gares de Colmar-Sud et de Bollwiller en passant par Ensisheim. Aujourd'hui, la section d'Ensisheim à Bollwiller est déclassée et déposée ; seule subsiste la section inexploitée de Colmar-Sud à Ensisheim.
Elle constitue la ligne no 121 000 du réseau ferré national.
Dans l'ancienne nomenclature de la région Est de la SNCF, elle était numérotée « ligne 38 » et désignée en tant que « ligne Colmar – Ensisheim - Bollwiller ».

## Historique
Longue de 34,21 km et d'un écartement de 1 000 mm, la ligne est ouverte le 24 octobre 1901 par la Direction générale impériale des chemins de fer d'Alsace-Lorraine. Elle est reliée aux deux autres lignes à voie métrique partant de Colmar, le chemin de fer de la vallée de Kaysersberg (vers Lapoutroie) et la ligne de Colmar-Central à Marckolsheim. Ces différentes lignes à voie métrique permettaient de relier les anciens réseaux de tramway de Strasbourg et de Mulhouse (qui utilisaient l'écartement métrique).
À Colmar, elle suit les voies de la ligne de Colmar-Central à Neuf-Brisach jusqu'aux environs de la gare de Colmar-Sud. Les déclivités ne dépassent pas un à deux pour mille, exception faite du passage inférieur sous la ligne de Strasbourg à Saint-Louis comportant une courte rampe de vingt pour mille, et l'unique ouvrage d'art notable est un pont sur la Thur à Ensisheim. La gare de cette localité est configurée en cul-de-sac et nécessite donc un rebroussement.
La ligne est exploitée par les locomotives à vapeur 030T puis 040T du dépôt de Colmar. L'horaire comporte six aller-retours quotidiens entre Colmar et Ensisheim, et neuf aller-retours entre Ensisheim et Bollwiller. À Ensisheim, la correspondance avec la ligne du tramway de Mulhouse en provenance de cette ville est assurée. En raison de la Première Guerre mondiale, l'exploitation est suspendue en 1915 pour permettre la reconversion de la ligne à la voie normale, dans le contexte d'un contournement stratégique de Mulhouse par l'est incluant des sections nouvelles. La ligne, mise à voie normale, est rouverte le 21 août 1916.
En 1919, la ligne retrouve son service commercial sous l'Administration des chemins de fer d'Alsace et de Lorraine (AL) et devient la ligne no 15 de ce réseau. Le trafic de marchandises prend une certaine importance grâce à l'embranchement particulier du terrain d'aviation de Meyenheim - Hirtzfelden, depuis la halte de Biltzheim et grâce au raccordement de plusieurs mines de potasse près d'Ensisheim et Bollwiller.
Le nombre de trains de voyageurs atteint à peu près le niveau d'avant-guerre, et ils desservent en cours de route Sainte-Croix-en-Plaine (P.K. 9,3), Oberhergheim (P.K. 14,6), Oberentzen (P.K. 17,2) et Meyenheim (P.K. 21,5). Le temps de parcours minimum est d'une heure pour la section Colmar - Ensisheim, et de seize minutes pour la section Ensisheim - Bollwiller. La vitesse autorisée de la ligne reste limitée à 40 km/h. Pendant les années 1930, un train devient marchandises-voyageurs et un autre « train ultra léger ». Les dimanches et fêtes, un autorail Strasbourg - Mulhouse et retour passe par la ligne.
La desserte voyageurs est abandonnée peu après la Seconde Guerre mondiale, le 31 décembre 1945, et la section Ensisheim - Bollwiller fermée à tout trafic, mais déclassée seulement le 13 décembre 1964. Par contre, la section de 27,5 km Colmar-Sud - Ensisheim est desservie par un train de marchandises quotidien jusque dans les années 1980, remorqué par des locomotives diesel BB 63500 du dépôt de Strasbourg. Durant la même période, les BB 63500 seront remplacées par des Y 8000. La section Oberentzen - Ensisheim est fermée le 29 septembre 1991,. La dernière circulation jusqu'à Ensisheim a lieu deux jours plus tôt, le 27 septembre. Elle est assurée par le locotracteur Y 8117.
La ligne continue à être exploitée pour le compte de l'ancienne base aérienne 132, jusqu'en juillet 1992, ainsi que pour l'entreprise Préal de Sainte-Croix-en-Plaine, jusqu'au milieu des années 2000.
Un court tronçon situé à Ensisheim, du PK 26,940 au PK 27,500, est fermé le 13 décembre 2011.
Selon la carte interactive du réseau ferré disponible sur le site de SNCF Réseau, en octobre 2016, la section de Colmar-Sud à Ensisheim est inexploitée.

## Exploitation
La ligne n'est plus exploitée pour le trafic des voyageurs depuis le 31 décembre 1945 et pour le fret depuis le milieu des années 2000.

## Galerie de photographies

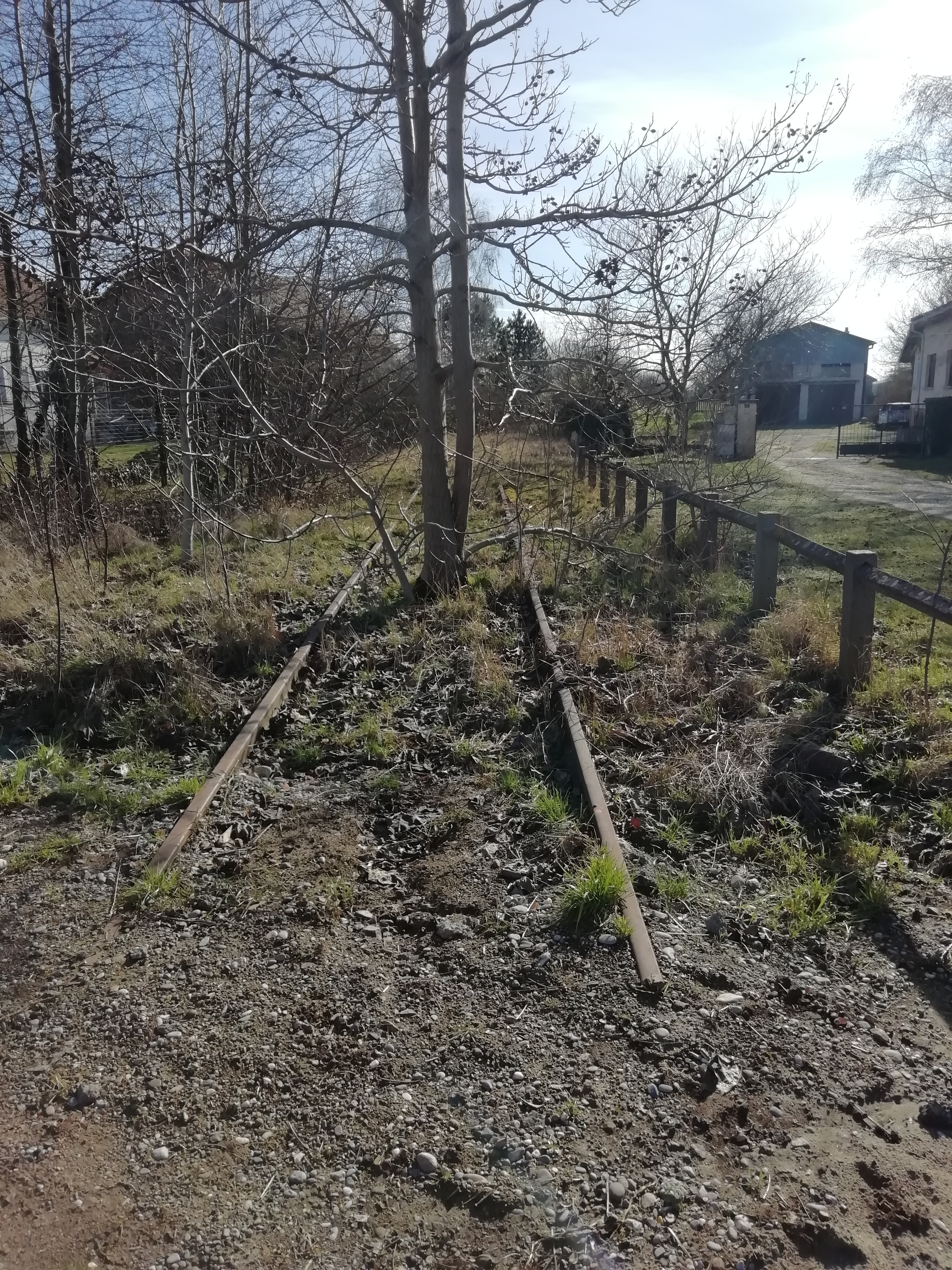
L'ancienne voie à Niederhergheim, en direction d'Ensisheim…
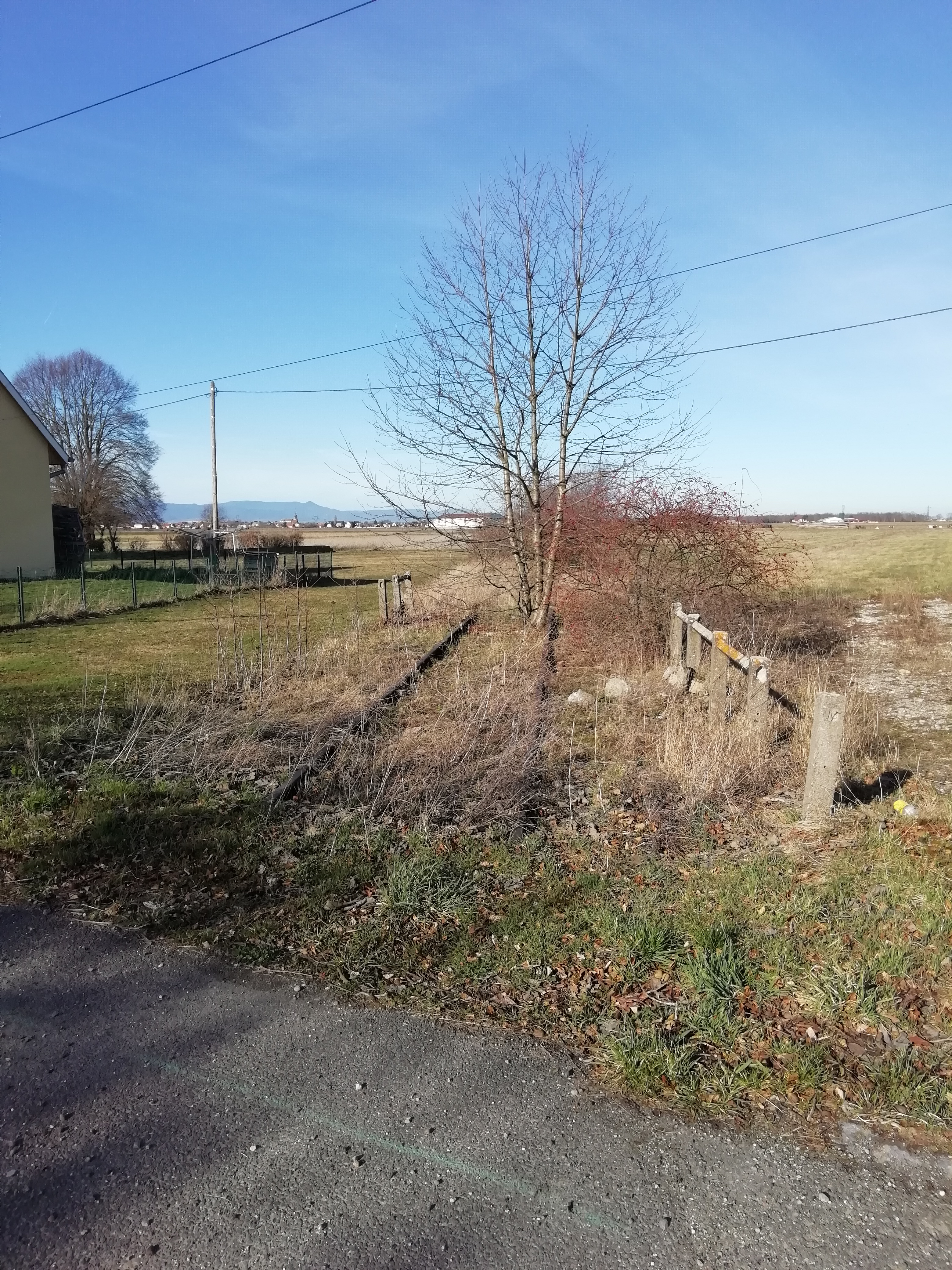
… et en direction de Colmar.
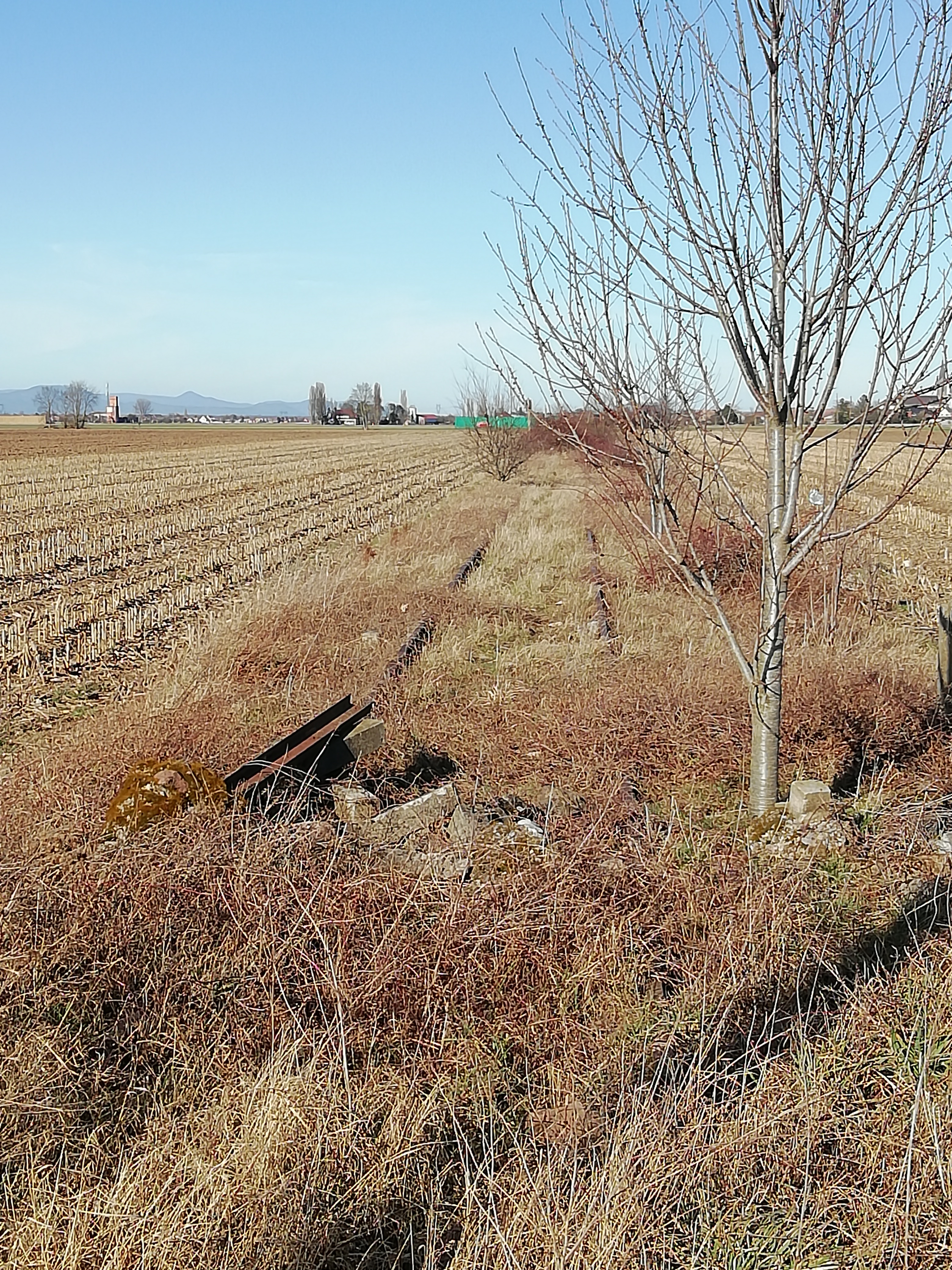
L'ancienne voie, entre Niederhergheim et Oberhergheim…
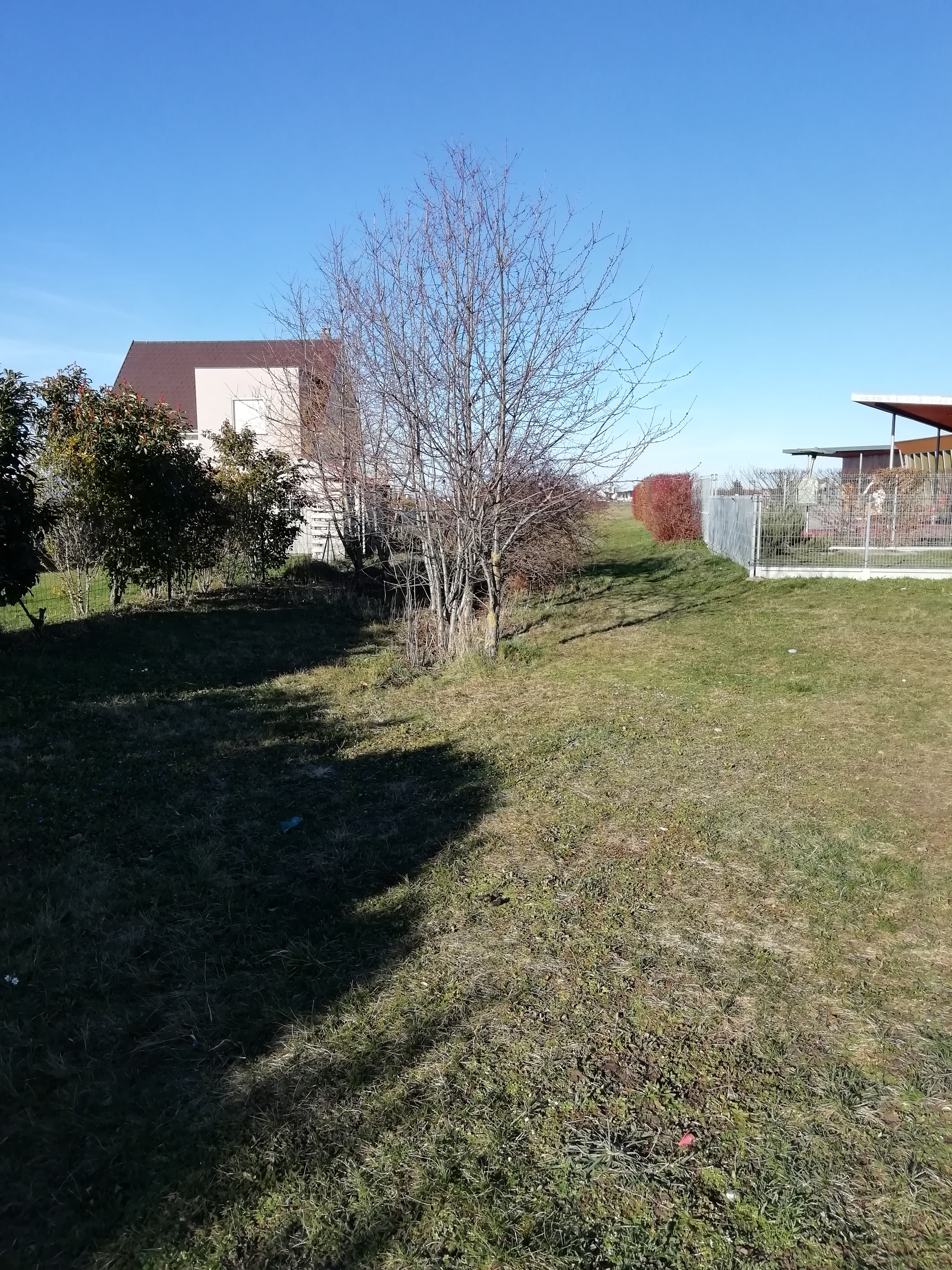
… ou encore à Niederentzen (à proximité de l'école).
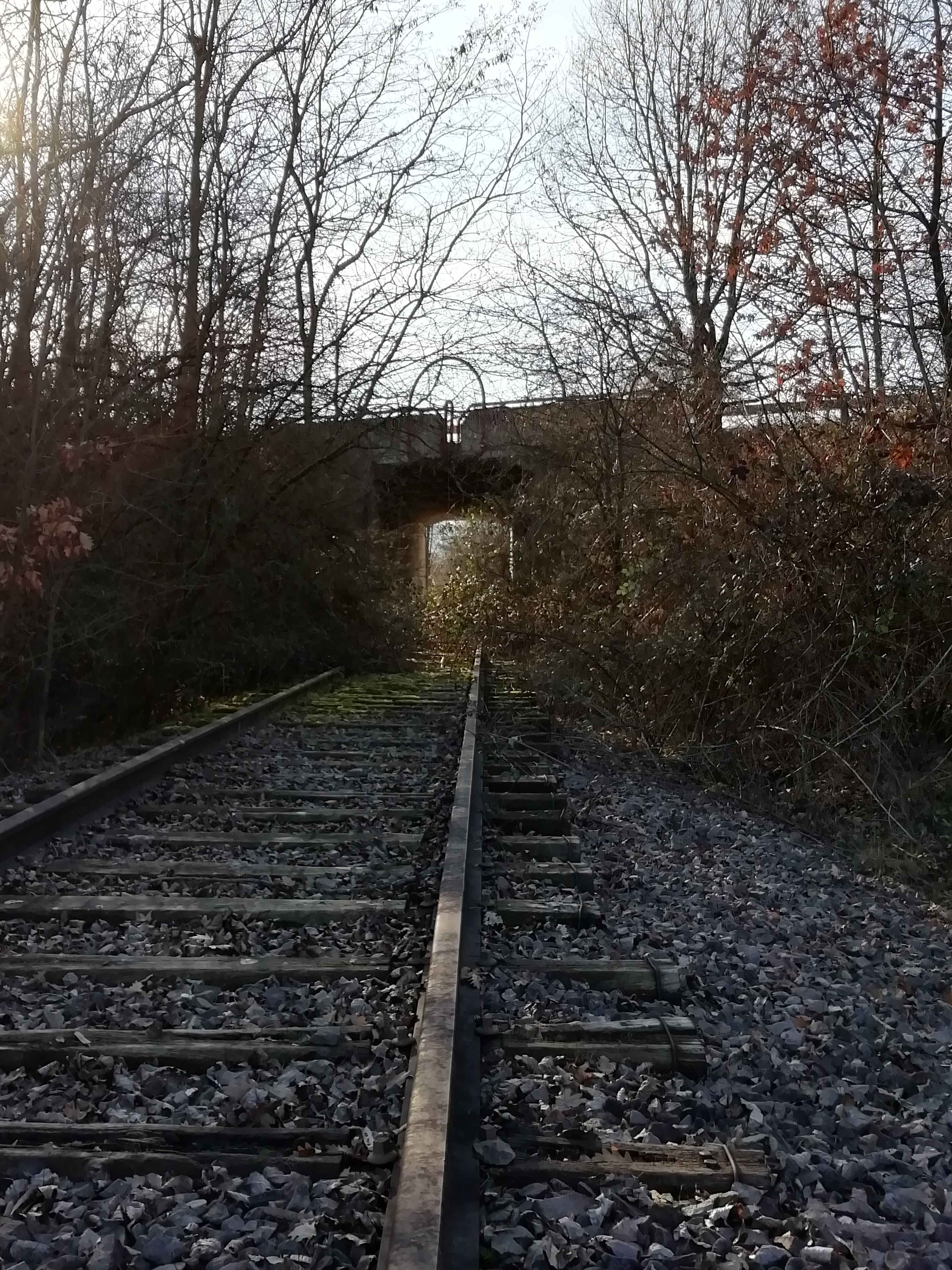
Passage sous l'autoroute A35, entre Oberentzen et Munwiller.